# Morice Range
Morice Range är ett berg i Kanada.   Det ligger i provinsen British Columbia, i den sydvästra delen av landet, 3 800 km väster om huvudstaden Ottawa. Toppen på Morice Range är 1 794 meter över havet.
Terrängen runt Morice Range är bergig söderut, men norrut är den kuperad. Trakten runt Morice Range är nära nog obefolkad, med mindre än två invånare per kvadratkilometer.. Det finns inga samhällen i närheten.
Trakten runt Morice Range består i huvudsak av gräsmarker.